# Красен (Русенская область)
Красен (болг. Красен) — село в Болгарии. Находится в Русенской области, входит в общину Иваново. Население составляет 658 человек.

## Политическая ситуация
В местном кметстве Красен, в состав которого входит Красен, должность кмета (старосты) исполняет Гинка Георгиева Петрова (Граждане за европейское развитие Болгарии (ГЕРБ)) по результатам выборов правления кметства.
Кмет (мэр) общины Иваново — Данка Йорданова Матеева (коалиция партий: Земледельческий народный союз (ЗНС), Болгарская социал-демократия (БСД)) по результатам выборов.